# مونته اورانو
مونته اورانو (به ایتالیایی: Monte Urano) یک کومونه در ایتالیا است که در استان فرمو واقع شده‌است.

## خصوصیات
مونته اورانو ۱۶٫۷ کیلومترمربع مساحت و ۷٬۹۹۶ نفر جمعیت دارد.

## خواهرخوانده
شهر فورمیجینه خواهرخواندهٔ مونته اورانو هست.